# Zool Fleischer
Zool Fleischer (* 1958) ist ein französischer Jazz-Pianist und Komponist.
Fleischer trat zuerst 1976 als Solist auf. Er arbeitete u. a. mit Tony Scott, Steve Grossman, Barney Wilen, Boulou Ferré, Didier Levallet und seinem „String Swing System“, Wallace Roney (in dessen Quartett er spielte) und Joe Lovano (bei einem New-York-Aufenthalt 1996). Seit den 1980er Jahren leitet er eigene Gruppen (Trios, Quartette) u. a. mit Minino Garay, dem Flötisten Malik Mezzadri, Tony Rabeson, dem Bassisten Marc Bertaux, Charles Schneider (Saxophon). Bertaux, mit dem er auch im Duo auftritt, und Rabeson sind seine langjährigen Trio Partner, mit dem Saxophonisten Alain Debiossat und dem Gitarristen Lionel Benhamou auch zum Quintett erweitert. Er spielt auch mit einem Quintett aus Denis Leloup, Stéphane Huchard, Bertaux und dem Saxophonisten Jullien Lourau.
Er veröffentlichte u. a. die Alben „Picnic tragic“ 1986, „Trios“ 1989 und „Zoolitude“ 1999. 2002 spielte mit dem Posaunisten Denis Leloup das Album „ZOOLOOP“ ein (Cristal Records, mit Bertaux, Mezzadri, David Venitucci am Akkordeon, Stéphane Hurchard). Es erhielt den Preis der Akademie Charles Cros.
1986 erhielt er den Prix Django Reinhardt.